# Kopalnia Węgla Kamiennego „Murcki-Staszic”
Kopalnia Węgla Kamiennego „Murcki-Staszic” – kopalnia węgla kamiennego w Katowicach z siedzibą przy ulicy Karolinki 1 na terenie dzielnicy Giszowiec, powstała 1 stycznia 2010 roku w wyniku połączenia KWK „Murcki” i KWK „Staszic”. Kopalnia ta początkowo należała do Katowickiego Holdingu Węglowego, natomiast 1 kwietnia 2017 roku została przejęta przez Polską Grupę Górniczą. 1 stycznia 2021 roku kopalnię „Murcki-Staszic” połączono z kopalnią „Wujek”, tworząc zakład pod nazwą Kopalnia Węgla Kamiennego „Staszic-Wujek”.  Ruch „Murcki” został zlikwidowany.

## Ruchy wchodzące w skład kopalni

### Ruch Murcki
Kopalnia ta znajduje się w Katowicach, na terenie dzielnicy Kostuchna. Formalnie kopalnia „Murcki” została zorganizowana w 1769 roku w Murckach, gdy zaczęło obowiązywać prawo górnicze dla Śląska i hrabstwa kłodzkiego. W latach 1947–1948 do przyłączono do kopalni szyb „Boże Dary”. W 1980 roku zatrudnienie w kopalni wynosiło 4,5 tys. osób i wydobyto wówczas 2,2 mln ton węgla kamiennego. W 1995 roku obszar górniczy kopalni „Murcki” wynosił 50,6 km². 1 lipca 2015 roku część ruchu „Murcki” (ruch „Boże Dary”) wszedł w skład Spółki Restrukturyzacji Kopalń.

### Ruch Staszic
Jest to najmłodsza czynna obecnie kopalnia węgla kamiennego na terenie Katowic, uruchomiona 10 lipca 1964 roku. Maksymalne wydobycie kopalnia osiągnęła w 1988 roku – 4,6 mln ton. Obszar górniczy kopalni wynosi 16,61 km², z czego powierzchnia terenów zabudowanych wynosi 6,81 km², a terenów leśnych 9,8 km². Spośród tego obszaru filarem ochronnym objęty jest teren o powierzchni 1,1 km². W 2013 roku węgiel pozyskiwany był ze ścian na poziomie 500, 720 i 980 m o wydajności 16 tys. ton na dobę. Wydobyto wówczas 3,2 mln ton węgla kamiennego.

Ruchy kopalni „Murcki-Staszic”
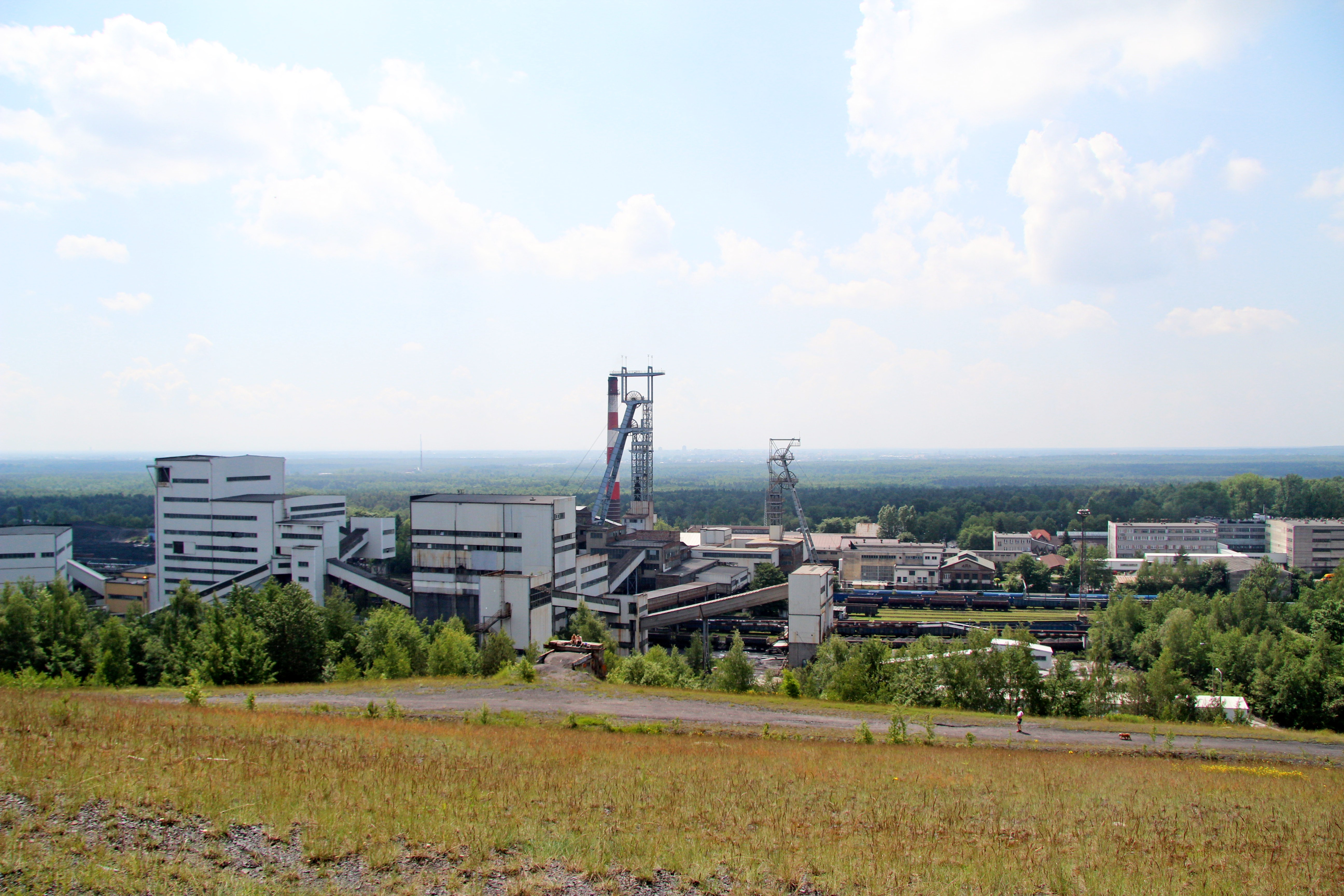
Ruch „Murcki”
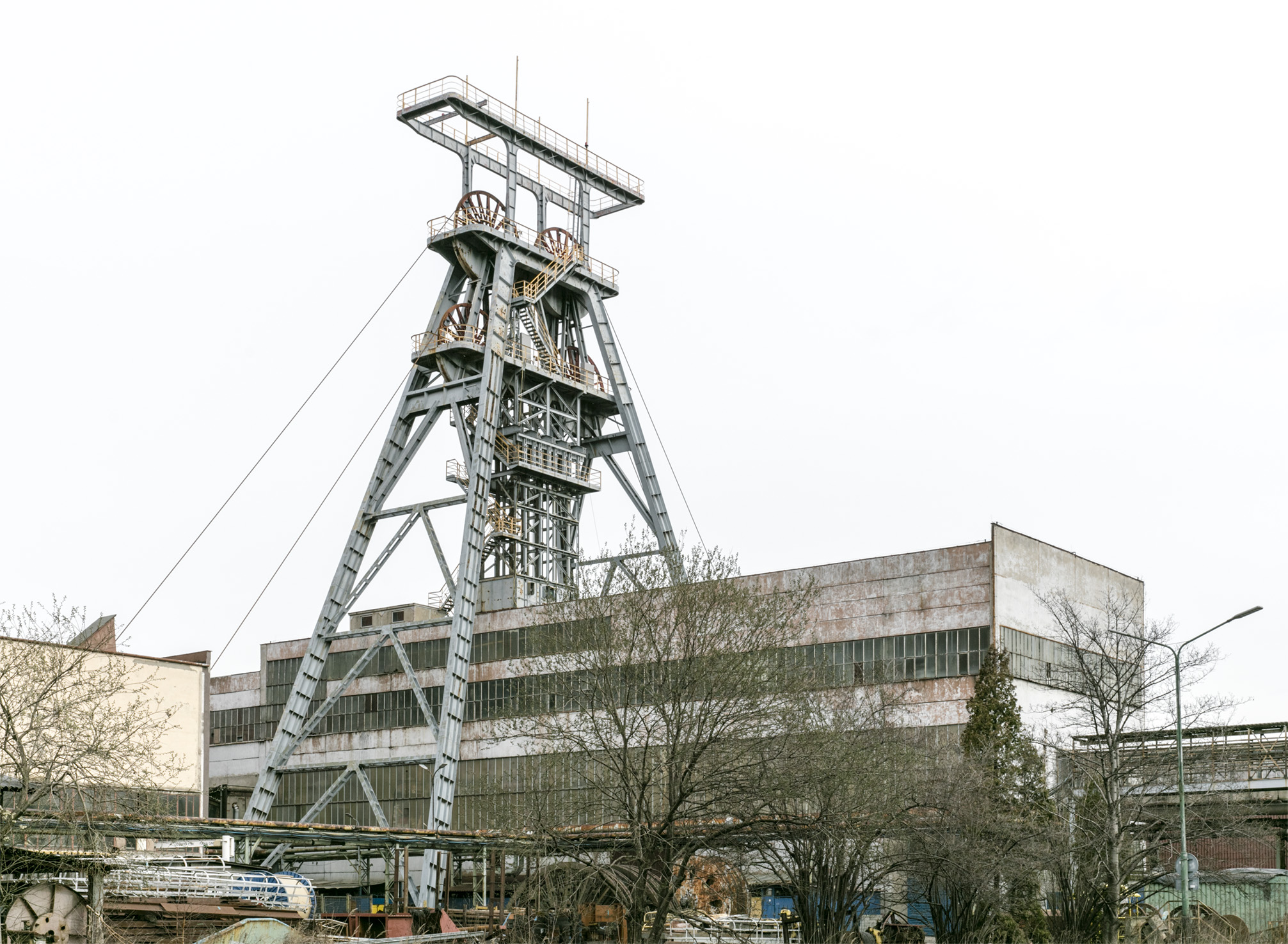
Ruch „Staszic”